# Liste aller DLCs für Grand Theft Auto Online
Diese Liste aller DLCs für Grand Theft Auto Online enthält alle DLC, welche von Rockstar Games für GTA Online als Teil von Grand Theft Auto V veröffentlicht wurden. So sind seit der Veröffentlichung von Grand Theft Auto V 32 Zusatzinhalte und 28 wiederkehrende Specials erschienen. Im Gegensatz zum Vorgänger Grand Theft Auto IV, gibt es mit Stand Dezember 2020 bisher trotz Ankündigung keine Erweiterung des Storymodus.
| DLC Name                                                   | Englischer Originalname                              | Datum der Veröffentlichung           | Sonstiges                                                                  | Quelle |
| ---------------------------------------------------------- | ---------------------------------------------------- | ------------------------------------ | -------------------------------------------------------------------------- | ------ |
| Unterstützte Plattformen: PS3, PS4, Xbox 360, Xbox One, PC |                                                      |                                      |                                                                            |        |
| Stimulus-Paket                                             | Stimulus Package                                     | 11. Oktober 2013                     | Entschädigung in Höhe von 500.000 GTA$ aufgrund von technischen Problemen  | [ 2 ]  |
| Strandliebhaber-Update                                     | Beach Bum Update                                     | 19. November 2013                    | Erster Zusatzinhalt für GTA Online                                         | [ 3 ]  |
| Content Creator Update                                     | Content Creator Update                               | 10. Dezember 2013                    |                                                                            | [ 1 ]  |
| Capture                                                    | Capture                                              | 18. Dezember 2013                    |                                                                            | [ 4 ]  |
| Weihnachts-Update-Special                                  | Holiday Gifts                                        | 4. Dezember 2013 – 5. Januar 2014    | Verfügbarkeit zeitlich begrenzt, wird jährlich freigeschaltet              | [ 5 ]  |
| Valentinstag-Special                                       | Valentine's Day Massacre Special                     | 13. Februar 2014 – 3. März 2014      | Verfügbarkeit zeitlich begrenzt, wird jährlich freigeschaltet              | [ 6 ]  |
| Business-Update                                            | Business Update                                      | 4. März 2014                         |                                                                            | [ 7 ]  |
| Glamour-Update                                             | High Life Update                                     | 13. Mai 2014                         |                                                                            | [ 8 ]  |
| „Kein Hipster“-Update                                      | "I'm Not a Hipster" Update                           | 17. Juni 2014                        |                                                                            | [ 9 ]  |
| Independence Day Special                                   | Independence Day Special                             | 1. Juli 2014 – 4. August 2014        | Verfügbarkeit zeitlich begrenzt, wird jährlich freigeschaltet              | [ 10 ] |
| San Andreas Flight School Update                           | San Andreas Flight School Update                     | 19. August 2014                      |                                                                            | [ 11 ] |
| Last Team Standing-Update                                  | Last Team Standing Update                            | 2. Oktober 2014                      |                                                                            | [ 12 ] |
| Festive Surprise                                           | Festive Surprise                                     | 18. Dezember 2014 – 5. Januar 2015   | Verfügbarkeit zeitlich begrenzt, wird jährlich freigeschaltet              | [ 13 ] |
| GTA Online Heists                                          | GTA Online Heists                                    | 10. März 2015                        |                                                                            | [ 14 ] |
| Ill-Gotten Gains-Update: Teil 1                            | Ill-Gotten Gains Update: Part 1                      | 10. Juni 2015                        |                                                                            | [ 15 ] |
| Ill-Gotten Gains-Update Teil 2                             | Ill-Gotten Gains Update Part 2                       | 8. Juli 2015                         | Letztes Update für die alte Konsolengeneration PS3 und Xbox 360            | [ 16 ] |
| Unterstützte Plattformen: PS4, Xbox One, PC                |                                                      |                                      |                                                                            |        |
| Freemode Events-Update                                     | Freemode Events Update                               | 15. September 2015                   | Erstes Update, welches nicht mehr für die PS3 und Xbox 360 angeboten wurde | [ 17 ] |
| GTA Online: Lowriders                                      | GTA Online: Lowriders                                | 20. Oktober 2015                     |                                                                            | [ 18 ] |
| Grand Theft Auto Online: Halloween Surprise                | Grand Theft Auto Online: Halloween Surprise          | 29. Oktober 2015 – 16. November 2015 | Verfügbarkeit zeitlich begrenzt, wird jährlich freigeschaltet              | [ 19 ] |
| GTA Online: Executives and Other Criminals                 | GTA Online: Executives and Other Criminals           | 15. Dezember 2015                    |                                                                            | [ 20 ] |
| GTA Online Festive Surprise 2015                           | GTA Online Festive Surprise 2015                     | 21. Dezember 2015 – 5. Januar 2016   | Verfügbarkeit zeitlich begrenzt, wird jährlich freigeschaltet              | [ 21 ] |
| Landezone-Update                                           | Drop Zone Update                                     | 28. Januar 2016                      | Das Updatename wurde erst später benannt.                                  | [ 23 ] |
| Grand Theft Auto Online: Be My Valentine                   | Grand Theft Auto Online: Be My Valentine             | 10. Februar 2016 – 18. Februar 2016  | Verfügbarkeit zeitlich begrenzt, wird jährlich freigeschaltet              | [ 24 ] |
| GTA Online Lowriders: Custom Classics                      | GTA Online Lowriders: Custom Classics                | 15. März 2016                        |                                                                            | [ 25 ] |
| GTA Online: Further Adventures in Finance and Felony       | GTA Online: Further Adventures in Finance and Felony | 7. Juni 2016                         |                                                                            | [ 26 ] |
| GTA Online: Cunning Stunts                                 | GTA Online: Cunning Stunts                           | 12. Juli 2016                        |                                                                            | [ 27 ] |
| GTA Online: Bikers                                         | GTA Online: Bikers                                   | 4. Oktober 2016                      |                                                                            | [ 28 ] |
| GTA Online: Import / Export                                | GTA Online: Import / Export                          | 13. Dezember 2016                    |                                                                            | [ 29 ] |
| Cunning Stunts: Special Vehicle Circuit                    | Cunning Stunts: Special Vehicle Circuit              | 14. März 2017                        |                                                                            | [ 30 ] |
| GTA Online: Gunrunning                                     | GTA Online: Gunrunning                               | 13. Juni 2017                        |                                                                            | [ 31 ] |
| GTA Online: Smuggler's Run                                 | GTA Online: Smuggler's Run                           | 29. August 2017                      |                                                                            | [ 32 ] |
| GTA Online: The Doomsday Heist                             | GTA Online: The Doomsday Heist                       | 12. Dezember 2017                    |                                                                            | [ 33 ] |
| GTA Online: Southern San Andreas Super Sport Series        | GTA Online: Southern San Andreas Super Sport Series  | 20. März 2018                        |                                                                            | [ 34 ] |
| GTA Online: After Hours                                    | GTA Online: After Hours                              | 24. Juli 2018                        |                                                                            | [ 35 ] |
| GTA Online: Arena War                                      | GTA Online: Arena War                                | 11. Dezember 2018                    |                                                                            | [ 36 ] |
| The Diamond Casino & Resort                                | The Diamond Casino & Resort                          | 23. Juli 2019                        |                                                                            | [ 37 ] |
| The Diamond Casino Heist                                   | The Diamond Casino Heist                             | 12. Dezember 2019                    |                                                                            | [ 38 ] |
| Los Santos Summer Special                                  | Los Santos Summer Special                            | 11. August 2020                      |                                                                            | [ 39 ] |
| The Cayo Perico Heist                                      | The Cayo Perico Heist                                | 15. Dezember 2020                    |                                                                            | [ 40 ] |
| Los Santos Tuners                                          | Los Santos Tuners                                    | 20. Juli 2021                        |                                                                            | [ 41 ] |
| The Contract                                               | The Contract                                         | 15. Dezember 2021                    |                                                                            | [ 42 ] |
| The Criminal Enterprises                                   | The Criminal Enterprises                             | 26. Juli 2022                        |                                                                            | [ 43 ] |
| Los Santos Drug Wars                                       | Los Santos Drug Wars                                 | 13. Dezember 2022                    |                                                                            | [ 44 ] |
| Los Santos Drug Wars: The Last Dose                        | Los Santos Drug Wars: The Last Dose                  | 16. März 2023                        |                                                                            | [ 45 ] |
| San Andreas Mercenaries                                    | San Andreas Mercenaries                              | 13. Juni 2023                        |                                                                            | [ 46 ] |
| The Chop Shop                                              | The Chop Shop                                        | 12. Dezember 2023                    |                                                                            | [ 47 ] |
| The Cluckin’ Bell Farm Raid                                | The Cluckin’ Bell Farm Raid                          | 7. März 2024                         |                                                                            | [ 48 ] |
| Bottom Dollar Bounties                                     | Bottom Dollar Bounties                               | 25. Juni 2024                        |                                                                            | [ 49 ] |
| Agents of Sabotage                                         | Agents of Sabotage                                   | 10. Dezember 2024                    |                                                                            | [ 50 ] |
| Money Fronts                                               | Money Fronts                                         | 17. Juni 2025                        |                                                                            | [ 51 ] |